# 孙涛垒
孙涛垒 (1974年5月—)，武汉理工大学材料复合新技术国家重点实验室教授，主要从事化学合成、界面材料、阿兹海默病化学生物基础和新药开发等方面的研究工作。入选中华人民共和国教育部2009年度"长江学者"特聘教授。